# Аварія на Качанівському нафтогазоконденсатному родовищі
Качанівське нафтогазоконденсатне родовище розташоване в Сумській області на відстані 20 кілометрів від м. Охтирка.

## Загальна характеристика родовища
Воно знаходиться в центральній частині північної прибортової зони Дніпровсько-Донецької западини. Включає 24 поклади вуглеводнів, що залягають на глибині 1440:3400 м.
Структура виявлена в 1953 р. і являє собою брахіантикліналь північно-західного простягання з девонським соляним ядром, вверх по розрізу вона виположується; складка порушена системою поперечних і поздовжніх скидів амплітудою 10—250 м, які утворюють в склепінні грабен просідання, характерний для криптодіапірових структур. У 1957 р. в інтервалі 1467—1470 м з утворень тріасу отримано фонтан нафти дебітом 28 м³/добу через штуцер діаметром 6 мм. Промислові скупчення вуглеводнів встановлені у відкладах тріасу; пермі; верхнього, середнього і нижнього карбону.
Поклади пов'язані з пластовими та масивно-пластовими склепінчастими, тектонічно екранованими та літологічно обмеженими пастками. Колектори — пісковики (а пермського горизонту А-2 — крім того, тріщинно-кавернозно-порові ангідриди та вапняки). Режим Покладів пружноводонапірний та розчиненого газу.
Експлуатується з 1960 р. Запаси початкові видобувні категорій А+В+С1 — 16 839 тис. т нафти; розчиненого газу — 4337 млн м³; конденсату — 295 тис. т. Густина дегазованої нафти 811—868 кг/м³. Нафта малосірчиста, малосмолиста. Вміст сірки в нафті 0,2—0,5 мас.%.

## Опис аварії 1962 року
23 вересня 1962 року на свердловині № 35 Качанівського нафтового родовища сталася аварія. Під час спуску бурового обладнання при вибої 2315 м відбулося падіння у свердловину турбобуру та бурильних труб загальною довжиною 65 м. Піднімання інструменту відбувалося разом із буровим розчином, що призвело до сильного газопроявлення у вигляді грифонів та фонтану. Пізніше на усті сусідньої свердловини № 65 на відстані 250 м від свердловини № 35 також утворилися грифони газу, які швидко перейшли у фонтан газу та високомінералізованої піщано-глинистої пульпи. За декілька годин обидва фонтани на свердловинах зайнялися, і на свердловині № 35 відбулося обрушення бурової вишки з утворенням кратеру діаметром близько 140 м. Свердловина № 35 фонтанувала нафтогазоводяною сумішшю із значною кількістю піщано-глинистого матеріалу протягом місяця. Дебіт газу оцінювався у 2 млн м3 /добу, нафти — 600 м3/добу, пульпи — 4–5 тис. м3/добу.
Унаслідок аварії на свердловинах № 35 і 65 до прилеглої балки надійшло не менше 1500 т нафти і 200 тис. м3 пульпи із розсолами. Уздовж балки були споруджені греблі, які частково затримали викинуті флюїди, але відбулося значне забруднення першого від поверхні водоносного горизонту та водотоку річки Ташань. У подальші роки водойма кратеру використовувалася для складування відходів буріння і нафтошламів, що призвело до накопичення у ньому важкої фракції вуглеводнів — асфальтенів, відкладання легкорозчинних солей та мулистої фракції з підвищеним вмістом радіонуклідів.
У 1994—1995 роках спеціалістами ТОВ «СВНЦ Інтелект-сервіс» були проведені детальні дослідження морфології кратеру, літологічного та хімічного складу відкладів ньому, гідрохімічного складу водойми. У подальші роки проводився гідрохімічний моніторинг на родовищі, під час якого щоквартально досліджувалися поверхневі та підземні води на ділянці свердловини № 35 та прилеглій території.
Результати досліджень показали, що з роками відбулася певна стабілізація критичної екосистеми кратеру. Мінералізація води у поверхневому шарі водойми кратеру становить від 4 до 8 г/дм3 та має помітні сезонні варіації у залежності від режиму підживлення атмосферними опадами. Ознак висхідного потоку пластових флюїдів із заглушеного стовбуру свердловини немає, тому можна очікувати, що у подальшому продовжуватиметься поступове розбавлення солонуватих вод кратеру атмосферними опадами. Проте, з високою ймовірністю винос легкорозчинних солей із відкладів кратеру до ґрунтових вод може повільно продовжуватися. Тому, станом на 2020-ті роки аварійний кратер свердловини № 35 є джерелом створення техногенного фонового складу підземних вод на цій території. На даний час кратер — це чашоподібне пониження в рельєфі з пологими схилами площею 22 800 м2 , у центрі якого постійно існує водойма з площею водного дзеркала близько 1500 м2. Вища водна рослинність та гідробіонти у водоймі майже відсутні, очевидно, унаслідок надходження легких фракцій рідких нафтопродуктів, що продовжують повільно вимиватися на бортах кратеру із залишків нафтошламів, деградованих за десятки років.
Окрім ризику забруднення підземних вод, ще одним несприятливим фактором, що несе водойма кратеру, є його оманлива привабливість для перелітних птахів, які можуть потрапляти на забруднену водну поверхню та зазнавати шкоди від нафтопродуктів або мінералізованих вод. Виходячи з вищезазначеного, аварійний кратер має бути однією з ключових ділянок екологічного моніторингу та проведення оцінки впливу на довкілля на Качанівському родовищі. Постійні спостереження за станом вод у водоймі кратеру та підземних вод на прилеглій території дозволять контролювати процеси вторинного забруднення та прогнозувати тенденції самоочищення критичної екосистеми.